# Serbie au Concours Eurovision de la chanson junior
La Serbie participe au Concours Eurovision de la chanson junior depuis sa quatrième édition, en 2006.

## Participation
À la suite de l'indépendance de la Serbie-et-Monténégro en 2006, Radio Télévision de Serbie (RTS) décide de continuer à prendre part au concours. Le premier représentant du pays est le groupe Neustrašivi Učitelji Stranih Jezika avec la chanson « Učimo strane jezike », écrite en serbe, allemand, anglais, espagnol, français, italien, japonais et russe. La chanson termine 5e en recevant des points de l'ensemble des pays participants.
En juin 2011, il est annoncé que le pays ne sera pas présent lors de la neuvième édition du concours. Malgré la volonté de RTS de n'être absent qu'une seule année, la Serbie est également absente du concours en 2012 et 2013.

## Représentants
| Année                   | Artiste                             | Chanson                                                     | Langue         | Traduction du titre                    | Place | Points |
| ----------------------- | ----------------------------------- | ----------------------------------------------------------- | -------------- | -------------------------------------- | ----- | ------ |
| 2006                    | Neustrašivi Učitelji Stranih Jezika | Učimo Strane Jezike (Учимо стране језике)                   | Serbe          | Étude des langues étrangères           | 5     | 81     |
| 2007                    | Nevena Božović                      | Piši mi (Пиши ми)                                           | Serbe          | Écris-moi                              | 3     | 120    |
| 2008                    | Maja Mazić                          | Uvek kad u nebo pogledam (Увек кад у небо погледам)         | Serbe          | Toutes les fois que je regarde au ciel | 12    | 37     |
| 2009                    | Ništa lično                         | Onaj pravi (Онај прави)                                     | Serbe          | Le premier                             | 10    | 34     |
| 2010                    | Sonja Škorić                        | Čarobna noć (Чаробна ноћ)                                   | Serbe          | Nuit magique                           | 3     | 113    |
| Retrait de 2011 à 2013. |                                     |                                                             |                |                                        |       |        |
| 2014                    | Emilija Đonin                       | Svet u mojim očima (Свет у мојим очима)                     | Serbe          | Le monde dans mes yeux                 | 10    | 61     |
| 2015                    | Lena Stamenković                    | Lenina pesma (Lena's song) (Ленина песма)                   | Serbe          | La chanson de Lena                     | 7     | 79     |
| 2016                    | Dunja Jeličić                       | U La La La (У ла ла ла)                                     | Serbe          | -                                      | 17    | 14     |
| 2017                    | Irina Brodić & Jana Paunović        | Ceo svet je naš (Цео свет је наш)                           | Serbe          | Le monde est à nous                    | 10    | 92     |
| 2018                    | Bojana Radovanović                  | Svet (World) (Свет)                                         | Serbe          | Le monde                               | 19    | 30     |
| 2019                    | Darija Vračević                     | Podigni glas (Raise Your Voice) (Подигни глас)              | Serbe, anglais | Élève ta voix                          | 10    | 109    |
| 2020                    | Petar Aničić                        | Heartbeat                                                   | Serbe, anglais | Battement de cœur                      | 11    | 85     |
| 2021                    | Jovana et Dunja                     | Oči Deteta (Children's Eyes) (Очи детета)                   | Serbe, anglais | Les yeux des enfants                   | 13    | 86     |
| 2022                    | Katarina Savić                      | Svet Bez Granica (World without borders) (Свет без Граница) | Serbe          | Monde sans frontières                  | 13    | 92     |
| Retrait depuis 2023.    |                                     |                                                             |                |                                        |       |        |

- Première place
- Deuxième place
- Troisième place
- Dernière place

## Galerie

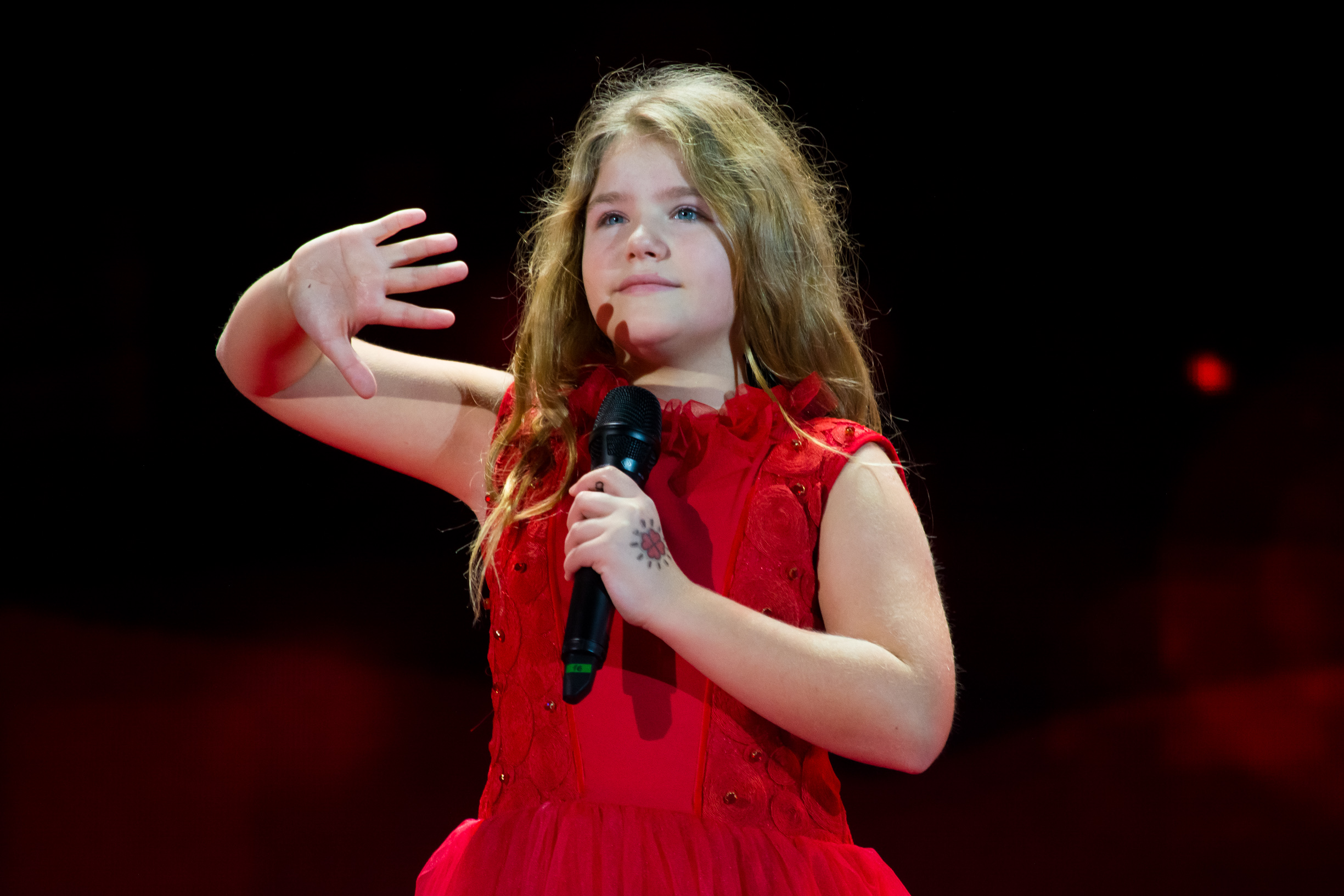
Lena Stamenković à Sofia (2015)
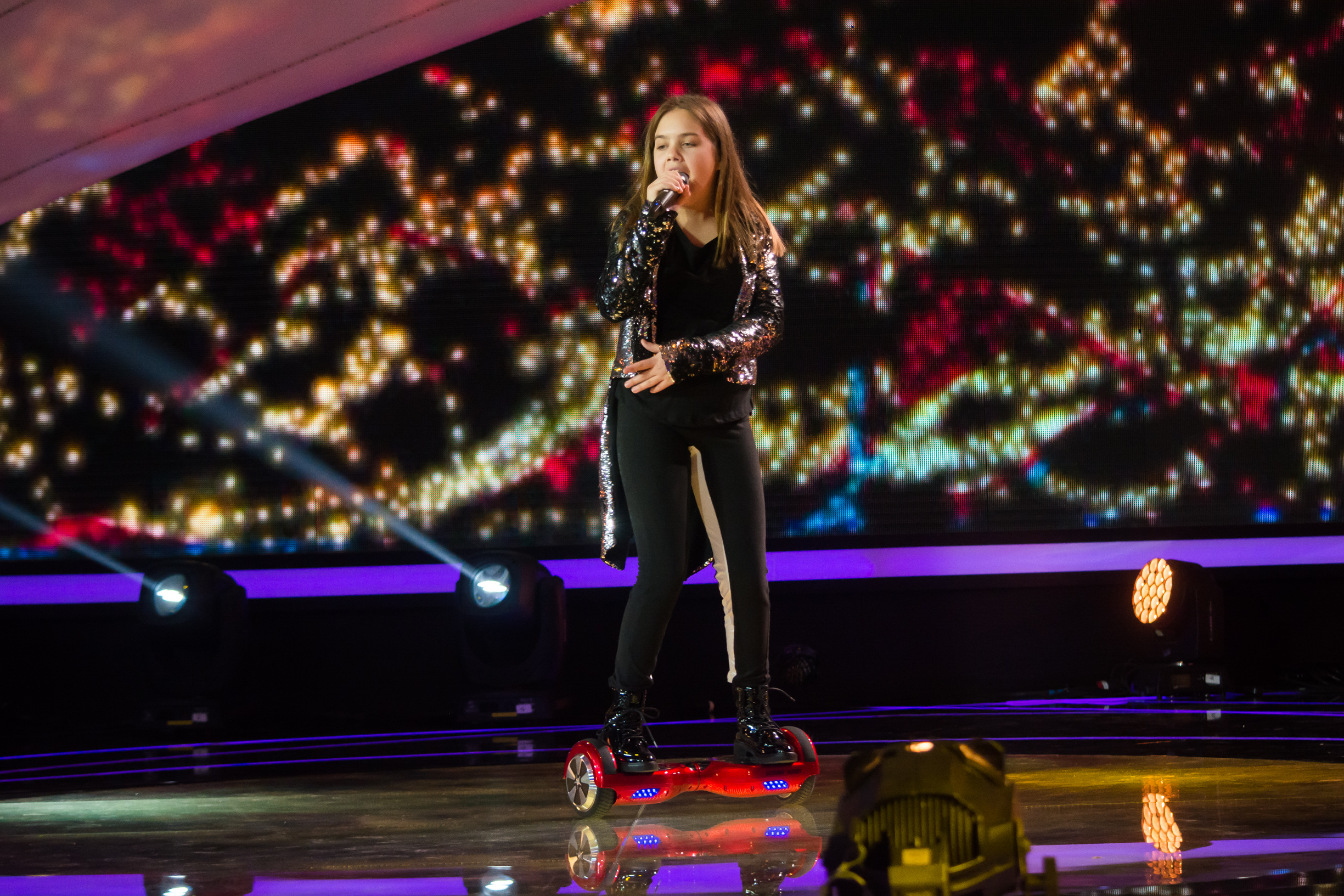
Dunja Jeličić à La Valette (2016)
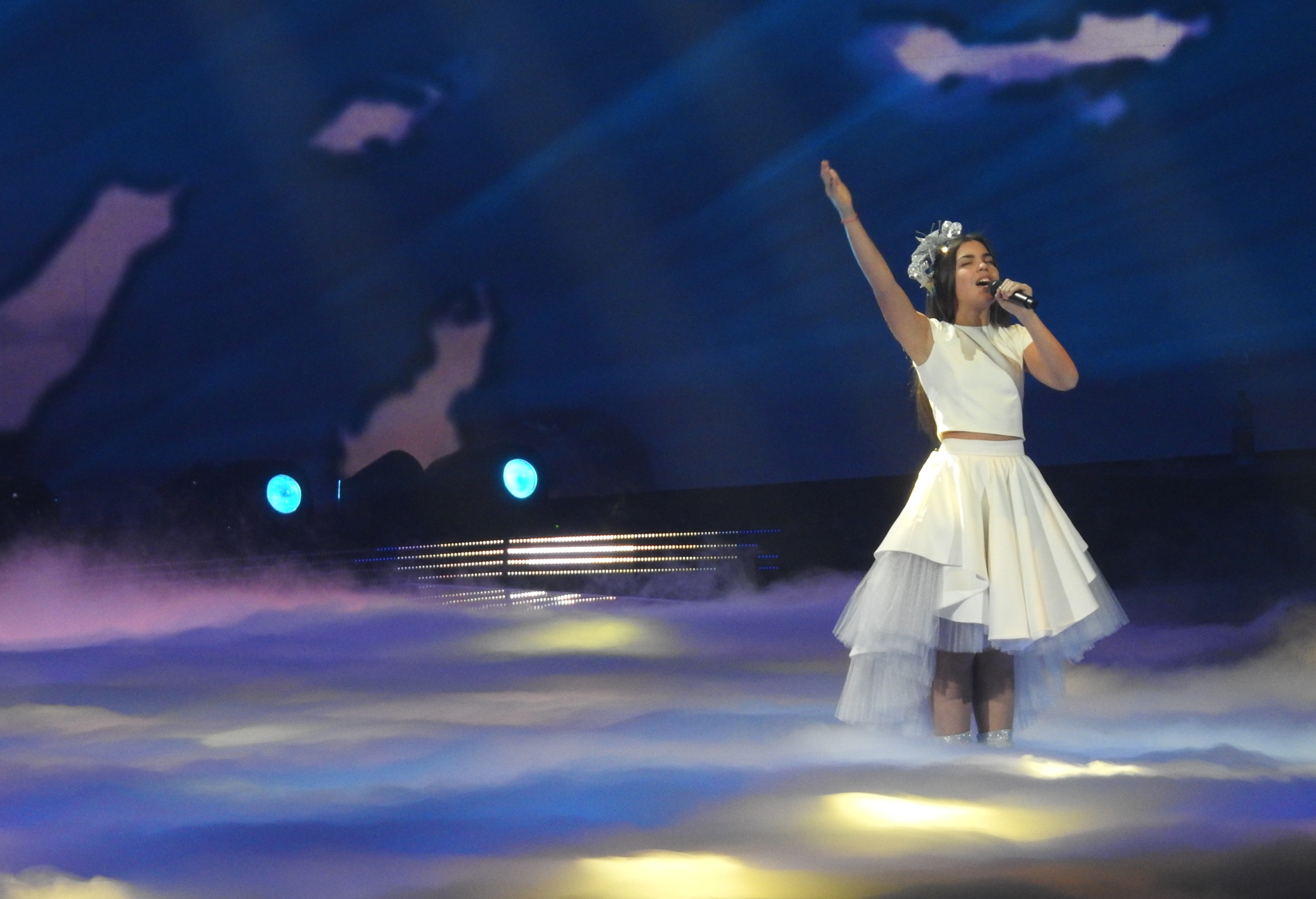
Bojana Radovanović à Minsk (2018)
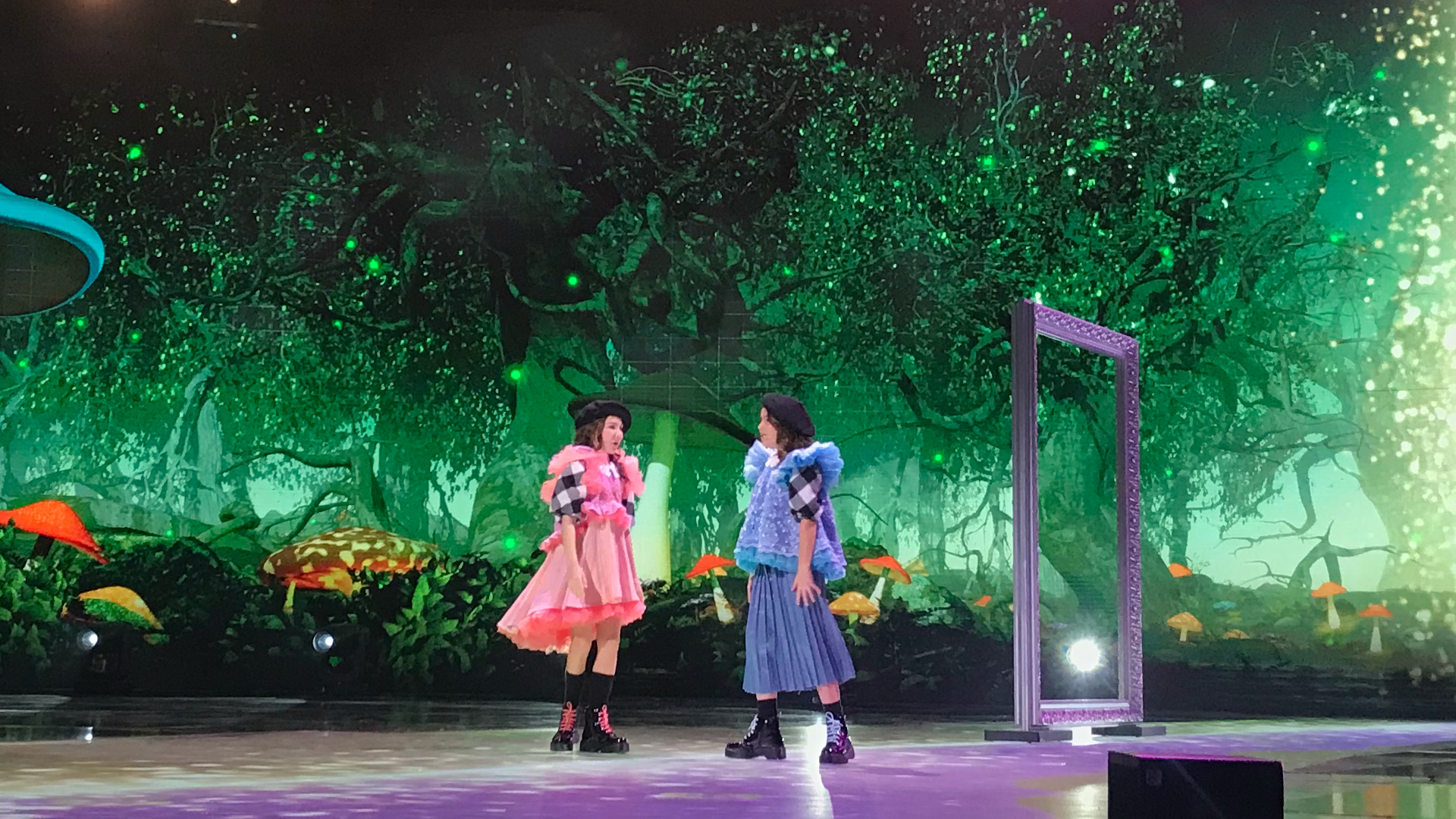
Jovana et Dunja à Paris (2021)